# Rozhledna Veselov
Rozhledna Veselov je dřevěná rozhledna u obce Družec v okrese Kladno ve Středočeském kraji. Vznikla v roce 2014 ve spolupráci obcí Velká Dobrá, Družec, Braškov a Doksy.
Věž rozhledny připomíná triangulační pyramidu. Navrhl ji Ing. arch. Petr Vodrážka. Pata věže je ve výšce 430 m n. m. První plošina je ve výšce 3 m a druhá 7 m. Celková výška rozhledny je 12 metrů.

## Výhledy z rozhledny

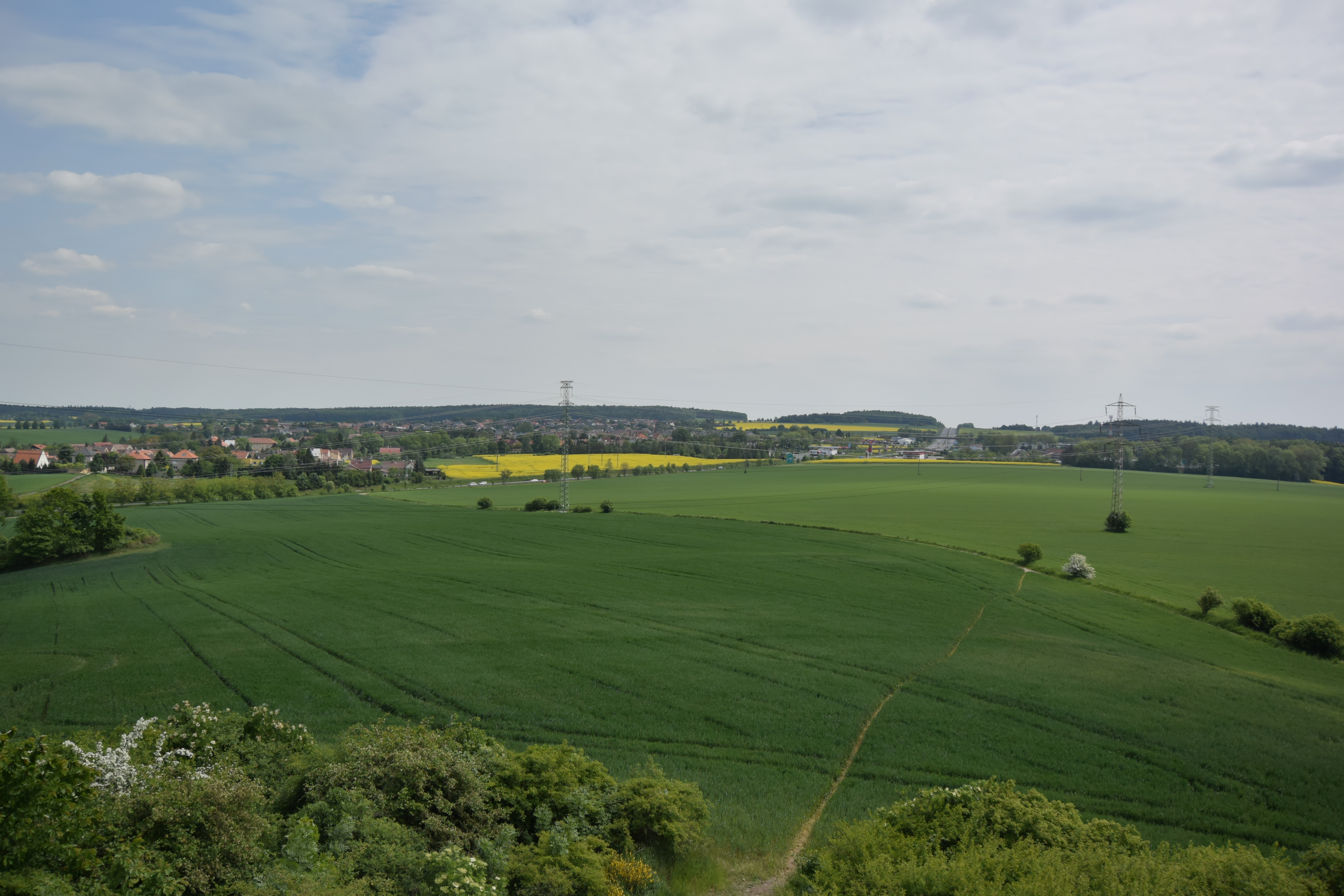
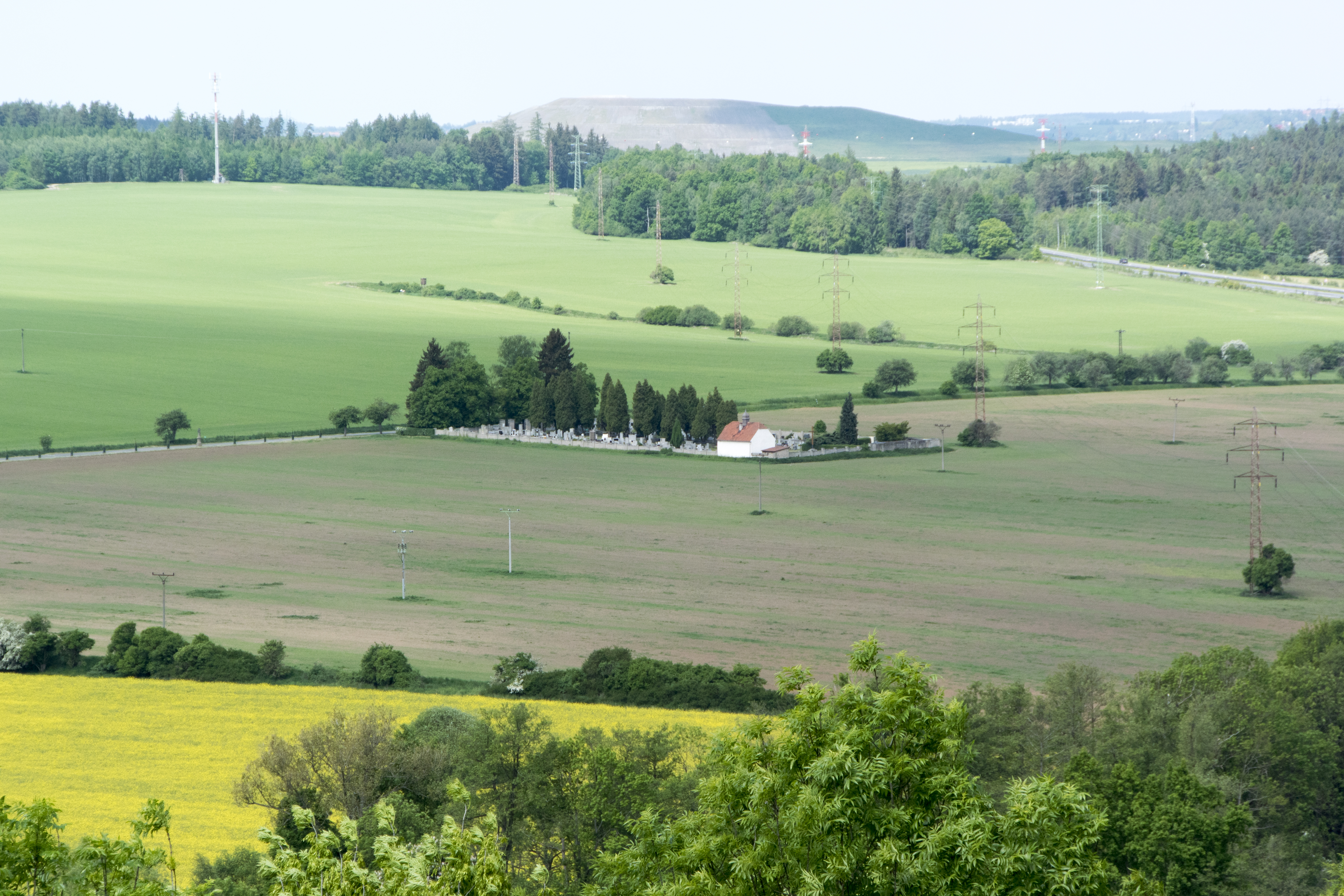
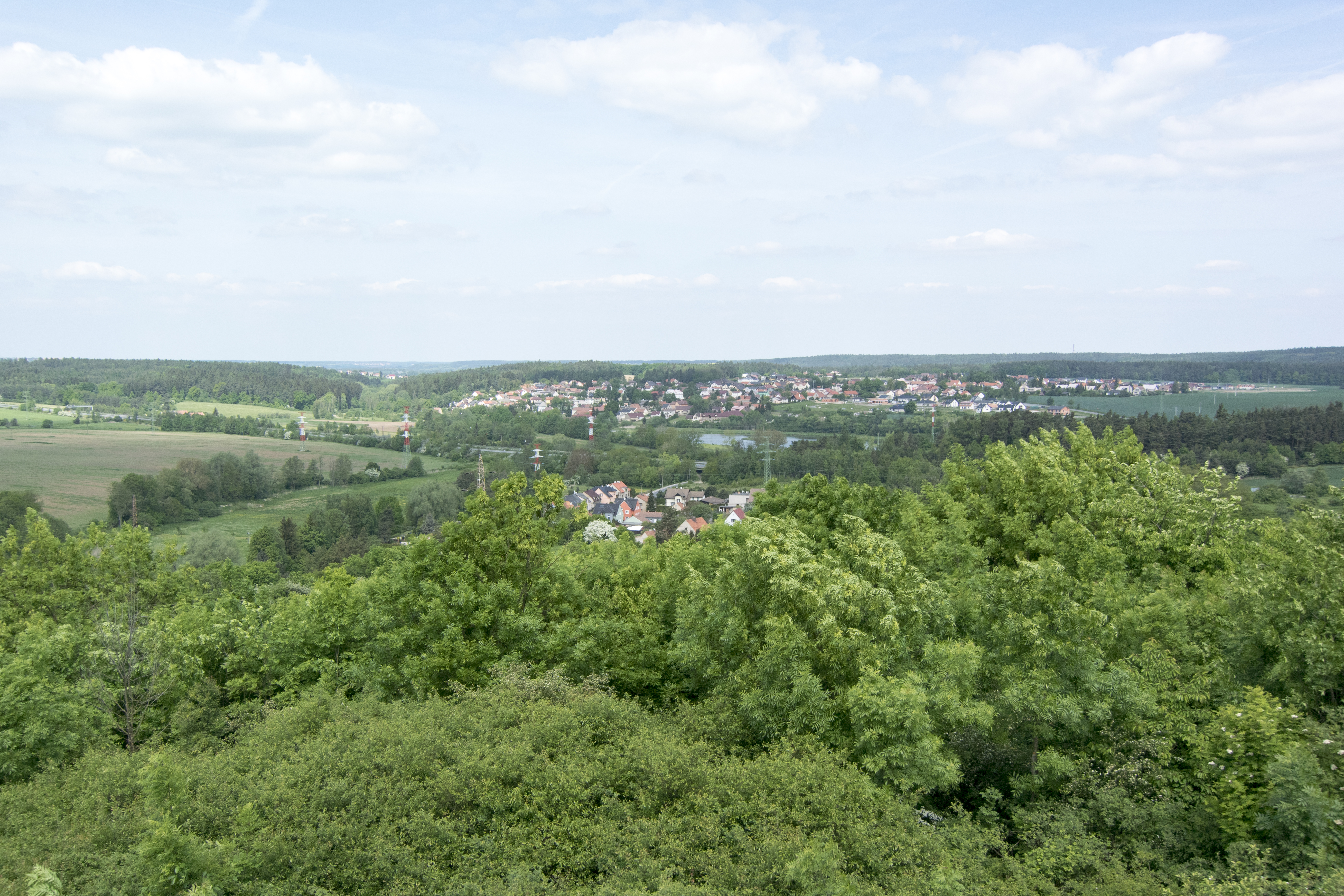
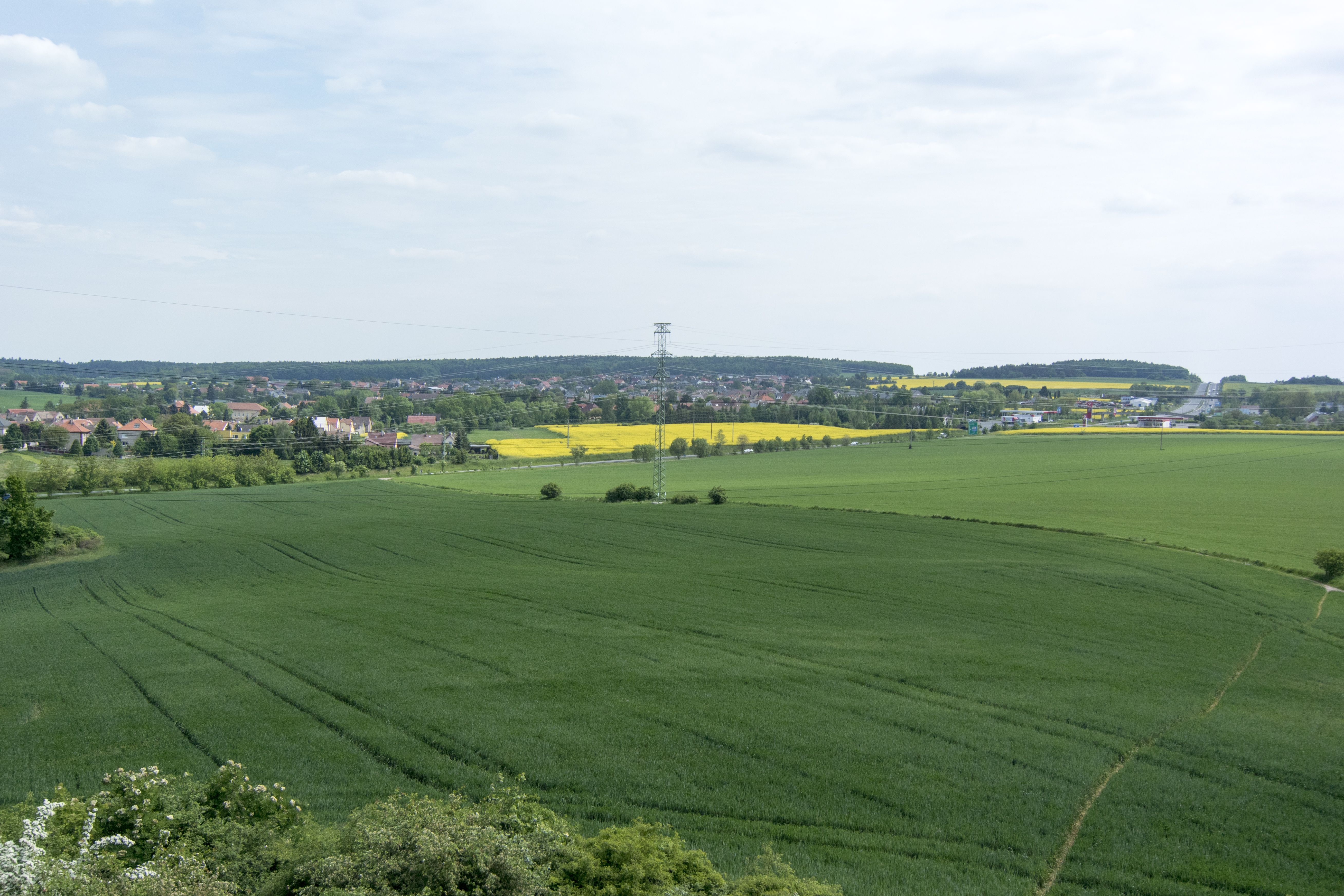